# Zărnești (Brașov)
Zărnești (in ungherese Zernyest, in tedesco Zernescht) è una città della Romania di 25832 abitanti, ubicata nel distretto di Brașov, nella regione storica della Transilvania.
Fanno parte dell'area amministrativa anche le località di Tohanu Vechi e Tohanu Nou.

## Storia
La prima attestazione documentaria che menziona la città risale all'anno 1373, citata con il nome di Zârna e soggetta a Brasov. Subì gli attacchi dei Turchi nel XV secolo e quindi seguì le sorti del vicino castello di Bran. La città fu teatro di una battaglia avvenuta l'11 agosto 1690, fra le truppe austriache del generale Heissler e il signore di Valacchia Constantin Brâncoveanu alleato dei turchi. 
Nel 1951 Zărnești fu dichiarata città con il vicino Tohanu Vechi, località documentata fin dal 1294. Nel 1968 fu unito anche il comune Tohanu Nou.
Il processo di industrializzazione iniziò nel XIX secolo, con l'insediamento di manifatture, l’apertura della cartiera (1852)  e della fabbrica di armamenti "6 marzo" (1936). Ciò ha portato al cambiamento dell’impianto urbanistico rurale con quello di centro industriale con diversi edifici produttivi, oggi trasformati in parchi industriali, e quartieri di palazzi popolari.

## Monumenti e luoghi d'interesse

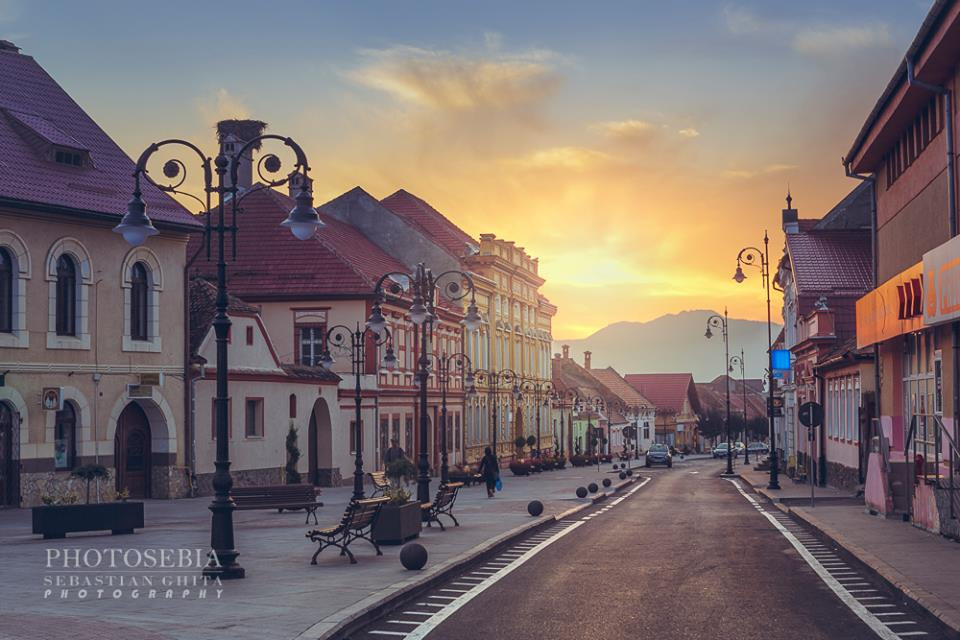
Il centro di Zarnesti

Zarnesti è una città che ha visto una notevole espansione urbanistica dovuta all'industrializzazione con un notevole aumento della popolazione. Le costruzioni civili e religiose risalgono in prevalenza al secolo scorso; fanno eccezione le chiese ortodosse di San Nicola con affreschi di Neagoe Nasarab del 1782 e la Chiesa della Natività di Maria del XVIII secolo. 
La chiesa cattolica dedicata a Sant'Antonio da Padova risale al 1905.

### Parco Nazionale di Piatra Craiului

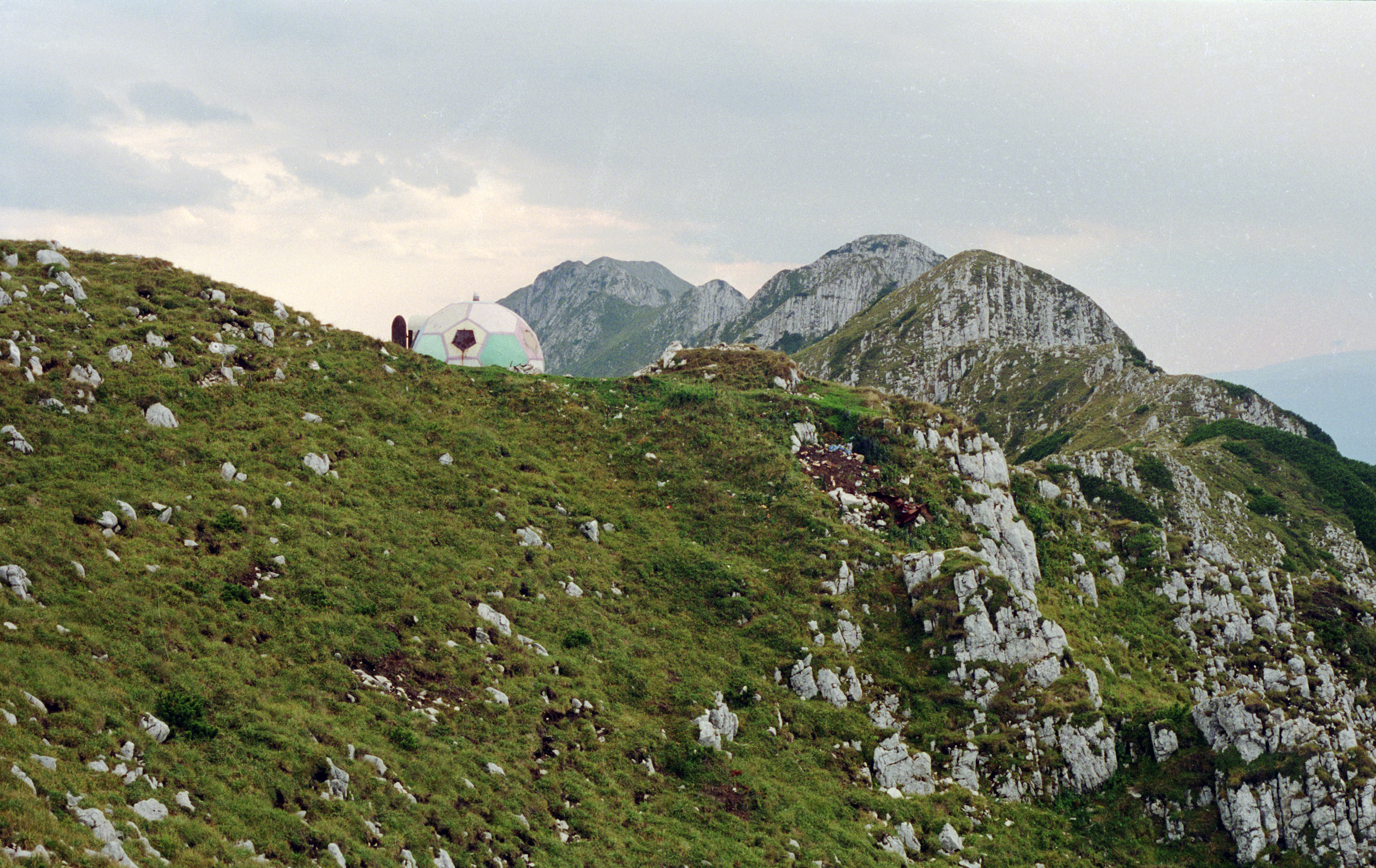
I monti Piatra Craiului

La riserva fu istituita nel 1938 e comprende la catena montuosa calcarea situata a sud-ovest dei Carpazi orientali la cui vetta più alta è il Vârful La Om, noto anche come Piscul Baciului, che raggiunge i 2.238 metri. 
La città è un ottimo punto di partenza per la visita del parco; nei dintorni ci sono 42 sentieri ottimamente segnati, percorsi a cavallo ed in bicicletta che raggiungono i numerosi rifugi sparsi sulle montagne. Interessante è la mostra con documenti e supporti interattivi, che illustrano la geografia, la flora e la fauna della riserva naturale.

### Riserva degli orsi bruni Libearty
È considerato il più grande santuario di orsi bruni del mondo, fondato nel 2005 da un'associazione di volontari. Su una superficie di oltre 100 ettari e vi sono un centinaio di orsi nel loro habitat naturale in completa libertà in quest'area boschiva protetta da un recinto elettrico. Le visite guidate sono organizzate per piccoli gruppi, proprio per non infastidire gli orsi che spesso sono stati salvati da una vita di cattività in condizioni spesso inadeguate.

### Tohanu Vechi

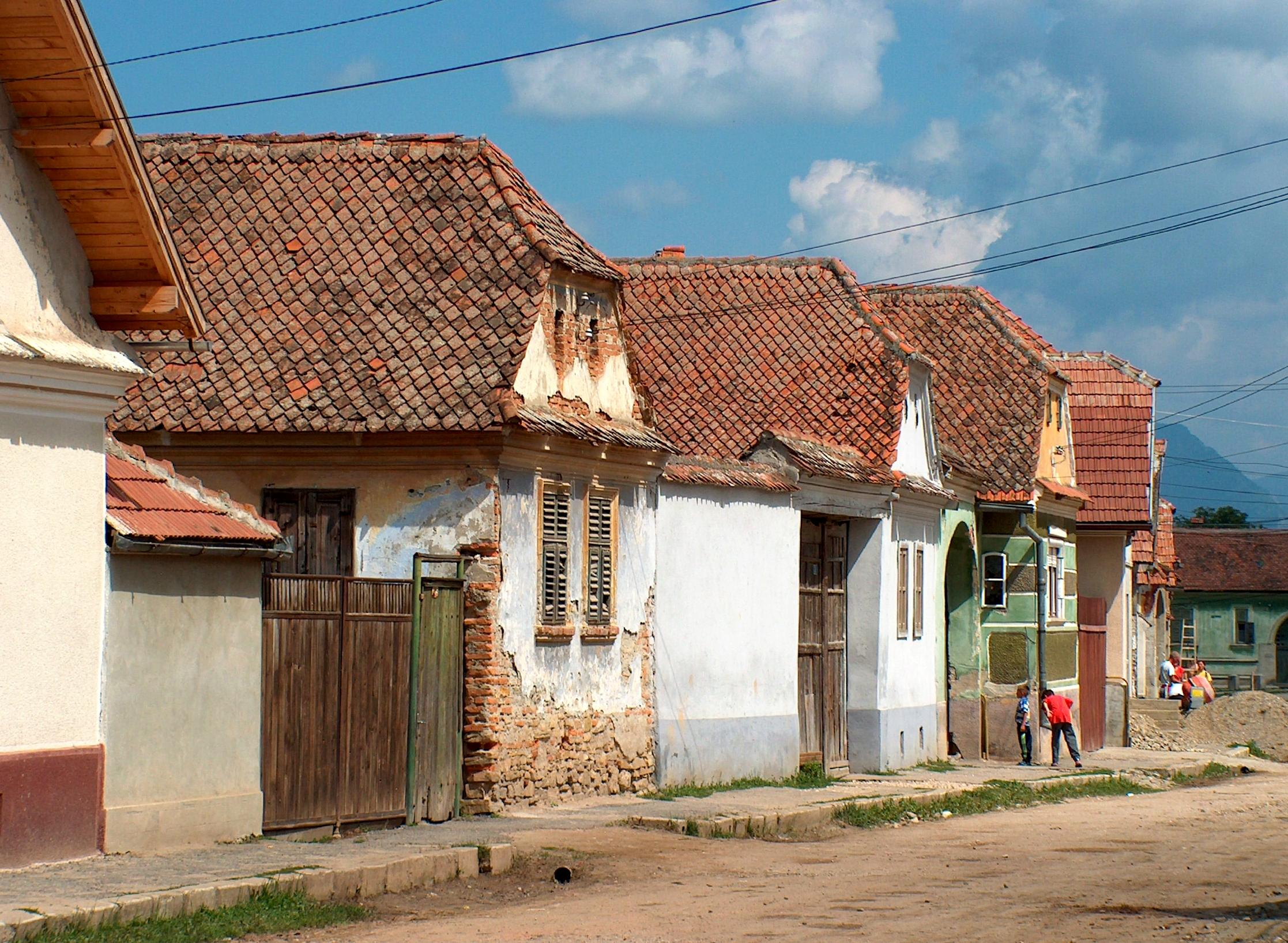
Case tradizionali

Sorge ad est del centro di Zarnesti nella valle del fiume Barsa, qui il Turcu confluisce nel fiume principale, e fu importante nel XVII secolo per la produzione delle ceramiche. La costruzione più famosa è la scuola documentata fin dal 1731. L'attuale edificio fu costruito con la collaborazione di tutta la popolazione nel 1884 ed ampliato, con l'aggiunta di nuove strutture, nel 1960. Nel villaggio si trova anche un monumento del 1924 dedicato agli eroi della prima guerra mondiale caduti nel settembre 1916 nelle battaglie sul colle Muscel. La nuova chiesa ortodossa è dedicata ai Santi Costantino ed Elena.

### Tohanu Nou
Il villaggio sorge a sud di Tohanu Vechi sulla strada per Bran, deve la sua fondazione alle famiglie allontanate dal loro vecchio villaggio durante l'occupazione austriaca per sfuggire all'obbligo della conversione al cattolicesimo. La zona era ricca di argilla e gli abitanti si dedicarono alla produzione della ceramica.
La chiesa del villaggio risale al quel periodo; i lavori iniziarono nel 1779 e il tempio fu intitolato all' Ingresso della Madre di Dio nella chiesa. Conserva un importante ciclo pittorico risalente agli anni della fondazione.